# Martin Dorner
Martin Dorner (* 27. August 1985 in Neunkirchen) ist ein ehemaliger österreichischer Fußballspieler, der heute unter anderem als -trainer und -funktionär tätig ist.

## Vereinskarriere

### Profidebüt bei der Admira
Martin Dorner wurde am 27. August 1985 in Neunkirchen geboren, wuchs in Pottschach auf und begann seine Vereinskarriere als Fußballspieler kurz nach seinem sechsten Geburtstag im Nachwuchsbereich des SVSF Pottschach. Im Sommer 1999 kam er ins Bundesnachwuchszentrum der Admira und in weiterer Folge für deren Akademiemannschaften zum Einsatz. Noch in jungen Jahren schaffte er den Sprung in die zweite Mannschaft, mit der er 2002/03 als Meister der viertklassigen niederösterreichischen Landesliga in die Regionalliga Ost aufstieg. In dieser Zeit galt Dorner als Torgarant der Amateure der Admira und war saisonübergreifend in mindestens 29 Meisterschaftsspielen, in denen er mindestens 15 Tore erzielte, im Einsatz. Sein Bundesligadebüt für die Profimannschaft gab er am 21. September 2002 bei einer 0:2-Auswärtsniederlage gegen den SV Austria Salzburg, als er von seinem damaligen Trainer Walter Knaller in der 79. Spielminute für Alexander Ziervogel eingewechselt wurde. Zwei Runden später absolvierte er einen weiteren Kurzeinsatz in der Bundesliga. Im Frühjahr 2003 fiel er aufgrund eines Kreuzbandrisses verletzungsbedingt für einige Wochen aus.
In der zweiten Mannschaft kam er – zumeist als Sturmpartner des späteren österreichischen Nationalspielers Marc Janko – zu regelmäßigen Einsätzen und war in der Saison 2003/04 mit zehn Toren bei 19 Einsätzen der torgefährlichste Spieler der Admira in dieser Saison. Die letzten acht Meisterschaftsspiele verpasste er aufgrund einer Knöchelverletzung, die er sich am 16. April 2004 beim 5:0-Sieg über den Kremser SC, als er zweimal zum Torerfolg gekommen war, zugezogen hatte. Des Öfteren wurde er in dieser Zeit zum Man of the Match gewählt oder stand im Ostliga-Team der Runde. Mit der U-19-Mannschaft gewann er die T-Mobile Trophy 2004, ein international besetztes Nachwuchsturnier, und steuerte beim Finalsieg über die Akademie des FK Austria Wien den einzigen Treffer des Spiels bei. Ein Jahr zuvor hatte er mit der Mannschaft die BNZ U19 Jugend Toto Liga, die Meisterschaft der österreichischen U-19-Akademiemannschaften, gewonnen.
Die Spielzeit 2004/05 verlief für Dorner, der sich früh in der Saison verletzt hatte, verhalten, sodass er im Laufe des Herbstdurchgangs nur selten zu Einsätzen kam. Ab der Winterpause 2004/05 verzeichnete der Offensivakteur eine halbjährige Leihstation beim Zweitligisten SC Untersiebenbrunn, bei dem ihn sein Trainer, der Austro-Kroate Ilija Sormaz, anfangs noch als Ersatzspieler und in weiterer Folge auch von Beginn an auflaufen ließ. Für den finanziell schwer angeschlagenen Klub, der am Ende der Saison sportlich knapp den Klassenerhalt geschafft, jedoch von der Bundesliga die Lizenz für die Folgesaison verweigert bekommen hatte und somit in die Regionalliga zwangsabsteigen musste, kam Dorner in zehn Meisterschaftsspielen zu drei Treffern. Bei der Admira, die er noch zu Saisonende verließ, kam er bis zu seinem Abgang insgesamt in neun Ligaspielen in der österreichischen Bundesliga zum Einsatz; für die zweite Mannschaft war er in mindestens 29 Ligaspielen im Einsatz und steuerte 15 Tore bei.
Im Sommer 2005 wechselte er zusammen mit seinen beiden Teamkollegen Gustav Kral und Thomas Wolf ablösefrei innerhalb der zweiten österreichischen Liga zum DSV Leoben, bei dem er jedoch vorrangig in der zweiten Mannschaft mit Spielbetrieb in der fünftklassigen Oberliga Nord Verwendung fand, aber auch Kurzeinsätze für das Profiteam absolvierte. Neben neun Toren in zehn Meisterschaftsspielen für die zweite Mannschaft, blieb er bei seinen vier Kurzauftritten für die Profis torlos und trat ab Februar 2006 einen leihweisen Wechsel zum Wiener Sportklub in der dritten österreichischen Liga an. Unter Dominik Thalhammer, der ebenfalls in der Winterpause als neuer Trainer verpflichtet worden war, fand Dorner von Beginn an als Stammkraft Berücksichtigung. Nach einem mehrwöchigen verletzungsbedingten Ausfall im Frühjahr 2006, als auch sein Sturmpartner Halil Akaslan verletzt ausfiel, kam er zum Saisonende hin wieder als eine der treibenden Kräfte in der Offensive des Sportsklubs zum Einsatz. Die Saison 2005/06 beendete er mit der Mannschaft auf dem sechsten Platz der Regionalliga Ost und hatte es bis dahin auf fünf Tore bei elf Meisterschaftseinsätzen gebracht.

### Über den Wiener Sportklub nach Vorarlberg
Im Sommer 2006 wurde er fix vom WSK unter Vertrag genommen und von Thalhammer als einer der Stammspieler in der Angriffsreihe geführt. Auch nach dem Abgang Thalhammers im Oktober blieb Dorner unter Interimstrainer Wilhelm Kaipel und der Übergangslösung bis zum Saisonende, dem Serben Slobodan Batričević, in der Stammformation. Im ÖFB-Cup 2006/07 verhalf der Offensivakteur mit zwei Treffern bei einem 4:1-Sieg über den SC Austria Lustenau seiner Mannschaft zum Einzug ins Achtelfinale, in dem die Mannschaft gegen die SV Mattersburg das Aus ereilte. Innerhalb der Liga war er mit dem WSK einige Zeit im Titelrennen involviert, jedoch landete das Team im Endklassement auf dem vierten Platz. Dorner war in 28 von 30 möglich gewesenen Ligapartien im Einsatz und steuerte 13 Treffer bei, womit er hinter seinem Teamkollegen Osman Bozkurt (15 Tore) einer der torgefährlichsten WSK-Spieler in dieser Saison war.
Bereits im Mai 2007 wurde über den Wechsel des schnellen und technisch versierten 21-jährigen Stürmers nach Lustenau zur Spielzeit 2007/08 berichtet. Die Vertragslaufzeit betrug vorerst ein Jahr. In den ersten beiden Spielen gegen den DSV Leoben und den FC Gratkorn noch als Ersatzspieler eingesetzt, avancierte Dorner rasch zu einem Stammspieler unter Trainer Hans Kleer. Grobes Foulspiel brachte ihm beim Spiel gegen den SC-ESV Parndorf 1919 in der neunten Spielrunde, bei dem er auch die Vorarbeit zu zwei Treffern leitete, eine rote Karte und eine damit verbundene Sperre von vier Spielen ein. Dorner und der Verein lagen einen Einspruch gegen die als überzogen empfundene Sperre ein; der Einspruch verlief jedoch im Sand und wurde vom Strafsenat der Bundesliga abgelehnt. Erst einen Monat später kehrte Dorner wieder in den Spielbetrieb des Tabellenführenden zurück, nur um einen weiteren Monat später eine neuerliche Rotsperre auszufassen. Im Lustenauer Derby zwischen dem SC Austria Lustenau und dem FC Lustenau 07 am 24. November 2007 sah er nach einer Tätlichkeit von Schiedsrichter Thomas Einwaller die rote Karte. Über die gesamte Saison hinweg kam der Niederösterreicher in 26 Ligapartien zum Einsatz und kam dabei auf eine Bilanz von acht Toren und vier Assists. Die Liga beendete er mit der Mannschaft auf Rang 3 und wurde noch im Mai 2008 mit einer Vertragsverlängerung (ein Jahr mit der Option auf ein weiteres) belohnt.
In der Saison 2008/09, in der die Austria nur schwer in die Saison fand und über den Großteil der Spielzeit in der Abstiegszone zu finden war, fungierte Dorner unter Kleer und dem ihm nachfolgenden Edmund Stöhr durchgehend als Stammspieler im Angriff. Verletzungsbedingt verpasste er eine Handvoll Spiele und musste gegen Saisonende auch eine Gelbsperre hinnehmen, kam dabei aber erneut auf 26 Ligaeinsätze, in denen er sechs Treffer und zwei Torvorlagen beisteuerte. Im Endklassement schaffte Austria Lustenau sogar noch den vierten Tabellenplatz. Im ÖFB-Cup 2008/09, in dem Dorner ebenfalls Verwendung fand, war bereits in der ersten Runde gegen den FC Wels Schluss.

### Wechsel zum SKN St. Pölten und Rückkehr in den Amateurbereich
Nachdem er zuvor noch bei der Vienna im Gespräch gewesen war, wechselte Dorner in der Sommerpause vor der Saison 2009/10 innerhalb der österreichischen Zweitklassigkeit zum SKN St. Pölten, bei dem er einen Vertrag bis Sommer 2011 unterschrieben hatte. Martin Scherb, seit Sommer 2007 Trainer der St. Pöltener, setzte Dorner gleich vom ersten Saisonspiel an in der Startformation ein, wobei der 1,74 m große Offensivspieler bereits in ebendiesem Spiel, einem 2:0-Heimsieg über den FC Dornbirn 1913, ein Tor erzielte. Beim 1:0-Auswärtserfolg über den TSV Hartberg in der vierten Meisterschaftsrunde zog sich der Niederösterreicher einen Muskelfaserriss zu, in deren Folge er für mehrere Wochen verletzungsbedingt ausfiel. Eine geplante Rückkehr nach zwei Monaten scheiterte. Nach einem Kurzeinsatz gegen den FC Lustenau 07 Anfang Oktober fiel Dorner bis kurz vor der Winterpause aus. Im Frühjahr kam er nur mehr zu vereinzelten Einsätzen und verpasste die restliche Saison abermals aufgrund einer Verletzung. Nach nicht einmal 400 Einsatzminuten, die er bei zehn verschiedenen Einsätzen absolvierte und dabei auf einen Treffer und eine Torvorlage kam, verließ er den SKN St. Pölten am Saisonende in Richtung Amateurfußball.
In der Regionalliga Ost wurde er vom SC-ESV Parndorf 1919 unter Vertrag genommen, hatte jedoch auch dort Schwierigkeiten sich über längere Zeit durchzusetzen. Sein dortiger Trainer Simon Knöbl setzte ihn abwechselnd als Ein- bzw. Auswechselspieler ein, sodass er bis kurz vor der Winterpause kaum zu Einsätzen über die volle Spieldauer kam. Kurz nach dem Start ins Frühjahr fiel Dorner Anfang April 2011 verletzungsbedingt aus und kam bis Saisonende nur mehr in zwei weiteren Ligapartien zum Einsatz. Bei 19 Meisterschaftseinsätzen blieb Dorner in dieser Saison torlos und beendete die Meisterschaft mit dem Klub auf dem ersten Platz. In den anschließenden Relegationsspielen gegen den Neunten der zweitklassigen Ersten Liga, den First Vienna FC, scheiterten die Burgenländer mit einem Gesamtscore von 1:5 aus Hin- und Rückspiel klar an einer Rückkehr in den Profifußball. Im ÖFB-Cup 2010/11 scheiterte er mit der Mannschaft in der zweiten Runde gegen den Bundesligisten SK Sturm Graz.

### SC Mannsdorf, AS Koma, FC Purkersdorf
Im Sommer 2011 wechselte er zum SC Mannsdorf mit Spielbetrieb in der fünftklassigen 2. Landesliga Ost, wo er sich jedoch nach nur wenigen Einsatzminuten im Testspiel gegen den Nußdorfer AC einen Bänderriss im Knöchel zuzog. Dorners Ausfall fiel nur kurz aus; bereits einen Monat später war er kurz nach Saisonstart schon wieder auf dem Spielfeld. Bis zur Winterpause hatte es der Offensivakteur auf zehn Meisterschaftseinsätze sowie einen -treffer gebracht und kam im nachfolgenden Frühjahr nach Einsätzen in der Saisonvorbereitung nur in einem einzigen Ligaspiel zu einem Kurzeinsatz. Mit der Mannschaft wurde er am Ende überlegener Meister der 2. Landesliga Ost und stieg mit dem Team in die 1. Niederösterreichische Landesliga auf.
Noch in der Sommerpause vor dem Start in die Saison 2012/13 wechselte Dorner zum Sechstligisten AS Koma nach Wien, nachdem er davor auch beim Fünftligisten SV Haitzendorf aus Niederösterreich ein Wunschkandidat gewesen war. Beim Klub aus der Oberliga B kam der 26- bzw. 27-Jährige, der aufgrund seines beruflichen Tätigkeit bei einem Ausrüster des österreichischen Skinationalteams seine Karriere im Profifußball vorzeitig beendet hatte, in weiterer Folge bis zum Winter in zwölf Ligapartien zum Einsatz und kam viermal zum Torerfolg. Anfangs mit Verletzungsproblemen zu kämpfen, fand er danach doch schnell in die Mannschaft, die er jedoch zum Jahreswechsel wieder in eine andere Richtung verließ. Beim AS Koma kam er bei Meisterschafts-, Cup- und Testspielen auf eine Bilanz von vier Toren und acht Assists.
Nachdem er kurz zuvor erst nach Purkersdorf gezogen war, hinterlegte Dorner seinen Spielerpass beim dort in der Gebietsliga Nord/Nordwest (6. Liga) spielenden FC Purkersdorf. Zur Winterpause 2012/13 noch auf dem neunten Platz, konnte er bei seinen zehn Meisterschaftseinsätzen (vier Tore) in der Rückrunde nur ein einziges Spiel gewinnen und rutschte mit der Mannschaft zum Saisonende auf einen Abstiegsplatz ab. Den Abstieg in die Siebentklassigkeit bestritt der gebürtige Niederösterreicher jedoch nicht mehr mit dem Team, sondern wechselte noch im Sommer ins Burgenland, wo er beim Viertligisten UFC St. Georgen unterkam. Das Aus von Dorner bei den Purkersdorfern erfolgte nicht einvernehmlich.

### Über St. Georgen und Sieghartskirchen zur Heimkehr nach Pottschach
Beim Liganeuling aus St. Georgen am Leithagebirge, einer Katastralgemeinde von Eisenstadt, sollte Dorner als Führungsspieler auf der rechten Angriffsseite zum Einsatz kommen. Der Angreifer kam zumeist abwechselnd als Wechselspieler bzw. als Stammkraft zum Einsatz und brachte es bis zum Winter auf 13 Ligaeinsätze und zwei -tore. Bereits kurz nach dem letzten Meisterschaftsspiel vor der Pause wurde bekannt, dass Dorner trotz regelmäßiger Einsätze die Mannschaft wieder verlassen müsse.
Von Murat Topal, der zu dieser Zeit Trainer beim SV Sieghartskirchen mit Spielbetrieb in der Gebietsliga Nord/Nordwest war, wurde er zurück in die sechsthöchste Fußballliga geholt. Als einer der Führungsspieler im Team wurde er bei all seinen zwölf Ligaeinsätzen bis Saisonende über die volle Spieldauer eingesetzt, wobei er fünf Treffer beisteuerte. Mit der Mannschaft belegte er im Endklassement einen Platz im Tabellenmittelfeld.
Nachdem er mit 14 Jahren von Pottschach aus ans Bundesnachwuchszentrum in die Südstadt gewechselt war, feierte der mittlerweile 28-jährige Dorner im Sommer 2014 seine Heimkehr zu seinem ehemaligen Ausbildungsverein, dem er im folgenden Jahr zum Aufstieg in die siebenthöchste Spielklasse verhelfen sollte. In seiner ersten Spielzeit beim Verein agierte er als Stammkraft in der Offensive, absolvierte 19 Meisterschaftsspiele und kam dabei neunmal zum Torerfolg. Damit hatte er einen erheblichen Anteil am Meistertitel und dem damit verbundenen Aufstieg der Pottschacher, die 24 ihrer 26 Ligaspiele gewannen und nur zwei verloren. Hinter den beiden einstigen Profispielern Slobodan Mazić (18 Tore) und Zoran Radulović (14 Tore) war Dorner mit seinen neun Treffern der dritterfolgreichste Torschütze seiner Mannschaft in der Aufstiegssaison. Zu regelmäßigen Einsätzen brachte es der Heimkehrer auch 2015/16, als er in 16 Meisterschaftsspielen in der 1. Klasse Süd auflief und zwei Tore erzielte. Am Saisonende rangierte er mit den Pottschachern auf Rang 3 der Tabelle; mit drei Punkten Rückstand auf Vizemeister SK Wiesmath und 14 Punkten Rückstand auf Meister USC Krumbach. Die nachfolgende Spielzeit 2016/17 sollte die letzte für den mittlerweile fast 31-Jährigen Offensivakteurs werden. Er absolvierte 20 der 26 möglich gewesenen Meisterschaftsspiele, erzielte lediglich einen Treffer und beendete die Meisterschaft nach 22 Niederlagen und nur acht erreichten Punkten weit abgeschlagen auf dem letzten Tabellenplatz, was den sicheren Abstieg in die Achtklassigkeit bedeutete. Vor der Winterpause war Dorner nach dem Abgang Harald „Harry“ Bocks noch kurzzeitig als Interimstrainer der Mannschaft in Erscheinung getreten. Mit 31 Jahren beendete der Niederösterreicher seine Karriere als Aktiver, um sich seiner beruflichen Laufbahn sowie seiner Tätigkeit im Trainerbereich zu widmen.

## Nationalmannschaftskarriere
Martin Dorner durchlief während seiner Zeit bei der Admira sämtliche österreichische Nachwuchsnationalmannschaften (U-15, U-17, U-18, U-19 und U-20).
Bei der 2002 initiierte Challenge 2008, die in weiterer Folge ein österreichisches Future-Team und ein österreichisches Challenge-Team (letzteres bestehend aus 16- bis 19-jährigen Spielern der Bundesnachwuchszentren (BNZ) oder Akademien (AKA) sowie Legionären bei ausländischen Vereinen), stellte, war Dorner ab 2004 einer der besagten BNZ-Spieler im Challenge-Team.

## Trainerkarriere

### Trainerausbildung und -lizenzen
Beim IST-Studieninstitut belegte Dorner Kurse im Bereich „Sportmanagement“ und schloss seine dortigen Studien im Jahr 2009 als diplomierter Sportmanager ab.
Seit Juni 2018 ist der einstige Fußballprofi im Besitz der ÖFB-D-Trainerlizenz; im November 2019 folgte die UEFA-C-Lizenz.

### Trainerstationen
Bereits kurz nach seinem Wechsel zum FC Purkersdorf in der Winterpause 2012/13 wurde Dorner auch als Nachwuchstrainer der Purkersdorfer vorgestellt und trainierte bis zu seinem Abgang im Sommer 2013 unter anderem die U-10- und die U-15-Mannschaft des Vereins.
Als er während seines Karriereausklangs nach dem freiwilligen Abgang Harry Bocks als Cheftrainer die vakant gewordene Trainerstelle der Pottschacher, die in der Vergangenheit bereits sein Vater Peter innegehabt hatte, interimistische übernommen hatte, konnte er zwischen Oktober und November 2016 erstmals eine Herrenmannschaft trainieren.
Bereits wenige Monate vor seinem Karriereende als Aktiver begann er als Jugendtrainer beim Wiener Sportklub tätig zu werden, wo unter anderem die U-9- oder U-14-Mannschaften zu seinen Schützlingen zählten. Zuletzt trainierte er von Sommer 2018 bis Sommer 2020 die U-12-Mannschaft des WSK, die 2018/19 Vizemeister in ihrer Liga wurde.
Ab Sommer 2020 unterstützte er als Co-Trainer Wolfgang Prochaska beim Wiener Stadtligisten SC Mannswörth. Auch nach dem Abgang Prochaskas blieb Dorner im Trainerstab und war auch unter Markus Kernal als Co-Trainer bei den Mannswörthern tätig. Noch vor dem Abstieg der Mannschaft am Ende der Saison 2021/22 wurden Kernal und sein Team von ihren Pflichten entbunden.
Im März 2023 wurde Dorner Nachwuchstrainer beim Amateurklub SV Gablitz, bei dem er im April 2023 bei einem Spiel der Reservemannschaft zu einem Kurzeinsatz und einem kurzen Comeback im Vereinsfußball kam. Bereits seit Sommer 2022 fungiert er auch als Teambetreuer des Vereins. Im Sommer 2024 übernahm er das Traineramt der Reservemannschaft des SV Gablitz und wurde an der Seite von Aleksander Marić Co-Trainer der in der sechstklassigen Gebietsliga Nordwest/Waldviertel spielenden Herrenmannschaft des Vereins. Im Dezember 2024 wurde Marić von Neven Mrdalj als Trainer abgelöst; Dorner blieb vorerst als Co-Trainer erhalten.

## Erfolge

### Vereinserfolge
mit den FC Admira Wacker Mödling Amateuren
- Meister der 1. Niederösterreichischen Landesliga und Aufstieg in die Regionalliga Ost: 2002/03

mit dem SC-ESV Parndorf 1919
- Meister der Regionalliga Ost: 2010/11 (verpasster Aufstieg in der Relegation)

mit dem SC Mannsdorf
- Meister der 2. Landesliga Ost und Aufstieg in die 1. Niederösterreichische Landesliga: 2011/12

mit dem SVSF Pottschach
- Meister der 2. Klasse Wechsel und Aufstieg in die 1. Klasse Süd: 2014/15

## Privates
Sein Vater Peter (* 1961) war langjähriger Spieler und Trainer beim SVSF Pottschach. Bereits mit 14 Jahren spielte sein Vater in der Kampfmannschaft und war dort bis 1981/82 aktiv. Nach weiteren Stationen im Amateurbereich kehrte er 1988/89 wieder zum Klub zurück und war dort bis einschließlich 1990/91 im Einsatz.
Dorner ist verheiratet und Vater eines Sohnes.
Neben seiner Tätigkeit im Fußballsport ist Dorner seit 2011 im Marketingbereich der Impact Merchandising GmbH für den Ski Austria Shop und damit auch für den Ausrüster des österreichischen Skinationalteams tätig.